# Callopistria strigilineata
Callopistria strigilineata är en fjärilsart som beskrevs av George Francis Hampson 1894. Callopistria strigilineata ingår i släktet Callopistria och familjen nattflyn. Inga underarter finns listade i Catalogue of Life.